# مدیر کل سازمان جهانی تجارت
مدیر کل سازمان تجارت جهانی (به انگلیسی: Director-General of the World Trade Organization)، مسئول نظارت بر امور اداری سازمان تجارت جهانی (WTO) را دارد.

## لیست مدیر کل گذشته
این یک لیست از دارندگان سابق دفتر مدیر کل می‌باشد. ارسال شده در سال ۱۹۹۵.
|   | نام                 | زمان دفتری      | ترک دفتر        | کشور         |
| ۱ | پیتر ساترلند        | ۱ ژولای ۱۹۹۳    | ۱ می ۱۹۹۵       | جزیره ایرلند |
| ۲ | رناتو روجیئرو       | ۱ می ۱۹۹۵       | ۱ سپتامبر ۱۹۹۹  | ایتالیا      |
| ۳ | مایک مور            | ۱ سپتامبر ۱۹۹۹  | ۱ سپتامبر ۲۰۰۲  | زلاندنو      |
| ۴ | سوپاچائی پانیچپاکدی | ۱ سپتامبر ۲۰۰۲  | ۱ سپتامبر ۲۰۰۵  | تایلند       |
| ۵ | پاسکال لامی         | ۱ سپتامبر ۲۰۰۵  | ۱ سپتامبر ۲۰۱۳  | فرانسه       |
| ۶ | روبرتو آزودو        | ۱ سپتامبر ۲۰۱۳  | ۱۵ سپتامبر ۲۰۲۱ | برزیل        |
| ۷ | نگوزی اکنجو–ایوه‌آلا | ۱۵ سپتامبر ۲۰۲۱ | متصدی           | نیجریه       |

منبع